# The New Christy Minstrels
The New Christy Minstrels är en amerikansk musikgrupp som grundades år 1961 av Randy Sparks. Gruppen har spelat in mer än 20 album med låtar som Green Green, Saturday Night, Today, Denver och This Land is Your Land. Gruppens debutalbum från 1962, Presenting the New Christy Minstrels, belönades med en Grammy (Best Performance By A Chorus).
Namnet är hämtat från en minstrelgrupp, The Christy´s Minstrels under ledning av Edwin Pearce Christy, som turnerade i södra och västra USA under 1800-talet med Stephen Fosters sånger.
The New Christy Minstrels var ursprungligen en 14 personer stor ensemble som bildades genom en sammanslagning av flera liknande grupper, Randy Sparks Three, The Fairmount singers och Inn Group, samt ytterligare ett par musiker.
Debutskivan gavs ut 1962 på Columbia Records och följdes av flera skivframgångar. Genom åren byttes flera av medlemmarna ut. Bland de cirka 300 artister som i olika skeden har medverkat i New Christy Mintrels finns Barry McGuire, Kenny Rogers, Gene Clark och Kim Carnes. Grundaren Randy Sparks lämnade gruppen 1964 men återkom senare. Han avled 2024. Gruppen ägs av en stiftelse, The New Christy Minstrels Foundation. Gruppen existerar fortfarande (2025), dock utan några originalmedlemmar.